# Bus (wielrennen)

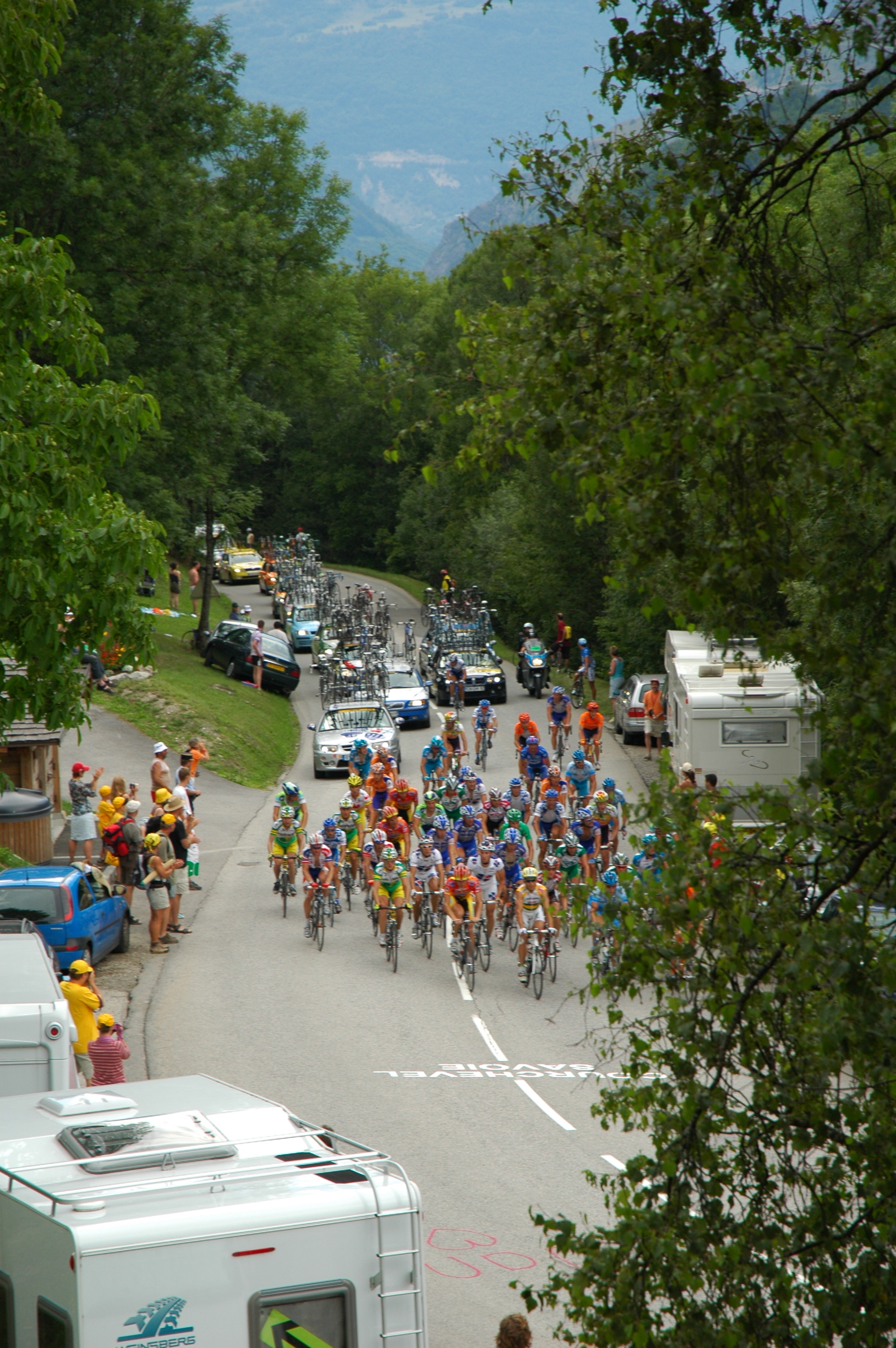
Een bus in de tiende etappe van de Ronde van Frankrijk 2005.

Een bus (soms: gruppetto, Italiaans voor groepje) is een sportterm die in de wielersport tijdens bergritten in etappewedstrijden gebruikt wordt om een groep aan te duiden die zich achter in de wedstrijd bevindt.
Een bus bestaat meestal uit sprinters en tijdrijders die geen belang hebben bij een goede klassering, knechten die zich hebben laten uitzakken en overige renners. Samen proberen de renners zo binnen de tijdslimiet binnen te komen. Meestal voert een ervaren renner de groep aan en bepaalt het tempo. Deze wielrenner wordt in wielerjargon de "buschauffeur" genoemd.
Daar waar er in de kopgroep volop gestreden wordt, heerst er in een bus meestal solidariteit. Er wordt gewacht bij een val of geholpen met bidons en etenszakjes.
Daarnaast heeft de bus vaak nog een strategisch doel. Door met een grote groep renners binnen te komen, en dit soms gebeurt buiten de tijdslimiet, bepaalt de wedstrijdleiding soms om toch de renners in koers te houden omdat er anders een te grote groep niet meer mag starten de volgende dag.